# Mogyorós (Alsóbisztra)
Mogyorós – ukrán nyelven Лісковий, Liszkovij (korábban Лисковa, Liszkova) – falu Ukrajnában, a Kárpátalján, a Huszti járásban.

## Fekvése
Alsóbisztra mellett fekvő település, közigazgatásilag ma már annak része.

## Nevének eredete
A Liszkova helységnév ruszin dűlőnévi eredetű (1864–1865: Liszkovo) a dűlőnév alapja a ruszin-ukrán ліска ’mogyoró’ növénynév, amihez birtoklást, valamivel való ellátottságot kifejező -ova képző kapcsolódik, jelentése ’Mogyorós (hely)’. A tanya nevét 1904-ben tükörfordítással Mogyorósra magyarosították.

## Története
Mogyorós, Liszkova Alsóbisztra külterületi lakott helye volt, 1967-ben egyesült Alsóbisztrával. Közigazgatásilag ma is Alsóbisztrához tartozik.
Nevét 1898-ban Lyiszkü (hnt.) néven említették. Későbbi névváltozatai: 1904-ben Liszkova, Mogyorós, 1913-ban Mogyorós, 1944-ben Liszkova, Лисковa, 1967-ben Лісковий.